# جواهرده
جواهرده یکی از روستاهای شهرستان رامسر در غرب استان مازندران و در مرز استان گیلان است. این روستا در فاصله ۲۷ کیلومتری رامسر در دهستان سخت‌سر و در ارتفاعات ۲۰۰۰ متری البرز قرار دارد. جمعیت روستای جواهرده بر اساس سرشماری سال ۱۳۹۰ حدود ۹۸۰۰ نفر (۲۴۷۰ خانوار) است. البته این جمعیت هرگز در تمامی طول سال ساکن این روستای مدرن نیستند؛ چرا که تنها چهار ماه از سال در این روستا مردم زندگی می‌کنند و در ماه‌های دیگر سال جز چند نفر نگهبان و سریدار کسی در آن جا ساکن نیست. مردم روستا به دامداری، کشاورزی و باغداری مشغول اند و صنایع دستی آن شامل نمدمالی، سفال، آهنگری و مسگری است. تنها راه ارتباطی جواهرده به رامسر منتهی می‌شود و از راه کوهستان با قزوین نیز مرتبط است.
امروز آب آشامیدنی منطقه نیز از چشمه‌های متعددی چون «سلیمان»، «برشی» و «کوه کین» تأمین می‌شود که در گذشته افراد خیرخواه، آب چشمه‌ها را تا نزدیکی ده هدایت کرده‌اند. «جواهرده» ۱۲ محله قدیمی دارد که «جولاخیل» بزرگ‌ترین محله ده و بعد از آن «اوشیان سر»، «سید محله»، «برشی محله»، «آموسی خیل»، «صیقل محله»، «چاک دشت»، «سراب یا کربلا بنه»، «رمک محله»، «تنگدره»، «فتوک محله»، «کهنه تنگدره» و «شل محله» از دیگر بخش‌های این ده به‌شمار می‌روند. در داخل گورهای باستانی جواهرده حفاری‌های غیرمجاز زیادی انجام می‌شود.

## پیرامون نام
در مورد نام این روستا عقاید مختلفی وجود دارد.
یکی از کهن‌ترین اشاره‌ها به نام این روستا در کتاب «تاریخ گیلان و دیلمستان» از سیدظهیرالدین مرعشی است که نوشتهٔ سدهٔ ۹ هجری قمری می‌باشد و ضمن بازگویی رویدادهای سال ۸۸۸ هجری قمری از این روستا با نام «جئورده» یاد می‌کند. در گذشته و در زبان گیلکی نام این روستا به صورت «جؤردي» یا «جؤرده» یاد شده‌است.
برخی پژوهشگران اطلاق نام جواهرده بر این روستا را نادرست می‌دانند. چراکه این‌گونه استدلال می‌کنند که «جؤرده» به معنی ده بالا (زِبَر ده) در مقابل جیرده یعنی ده پایین (زیر ده) می‌باشد.  همچنین باید توجه داشت که در استان گیلان چندین محل و روستا با نام‌هایی که از مشتقات جئور یا جیر باشند وجود دارند. به همین دلیل نام «جواهرده» را از این رو که با واژهٔ «جواهر» بستگی دارد نادرست می‌دانند.
در نقطهٔ مقابل برخی پژوهشگران نیز با در نظر گرفتن رسم دیرینهٔ دفن مردگان در بلندی‌ها و درون دخمه‌ها همراه با لوازم زینتی (جواهرات) توسط زرتشتیان و رایج بودن این عمل از دوران ساسانیان تا پیش از دوران آل بویه در این منطقه، این‌گونه استدلال می‌کنند که چون رسم نامگذاری مکان‌ها به دو گروه غربی و شرقی، و سفلی و علیا امری متأخر بوده و مربوط به دوران نظام خانی و خان‌زادگی و ملوک الطوایفی است، پس نام «جؤرده» نمی‌تواند به معنی ده بالا باشد، و همان گوهر و جواهر منظور بوده، و «جواهرده» نام درست این روستا می‌باشد. بر این پایه، اینان به دلیل به دست آمدن آثار قیمتی، طلا و جواهرات از این روستا آن را همان «جواهرده» می‌نامند. یک استدلال دیگر نیز این است که وجود نام «جواهردشت» در رودسر نیز خود تأئیدی است بر تصادفی نبودن نام «جواهرده» بر این روستا که در رامسر واقع شده‌است. یعنی اگر قرار بود جئور در یک جا به اشتباه جواهر تعبیر شود، 
دیگر اینکه بگوییم در دو جای متفاوت، در هر دو به اشتباه به جواهر تعبیر شده، امری دور از واقع به نظر می‌رسد.
به نظر برخی جواهر دشت نیز تحریف شده جؤردشت است. در اشکورات روستاهایی دیگر به نام جورده و جیرده وجود دارد که خود مویدی بر تحریف خواهد بود.
برخی نیز چون این روستا زمانی آکنده از کشتزارهای گندم و جو بوده، نام جواهرده را تغییریافتهٔ «جَوادَهار» به معنی گندم‌زار میان شکاف دو کوه می‌دانند. در اوستا جاوا به معنی گندم، و در پهلوی جاو به معنی جو است. دهار نیز به معنی شکاف کوه است.
فرضیهٔ دیگر آنست که چون به اعتقاد مردمان قدیم، در روزگاران گذشته زنی به نام جواهر حاکم این منطقه بوده، جواهرده از نام او برگرفته شده‌است.
دکتر عنایت اله رحیمیان در کتاب (سخت سر یا رامسر در گذر زمان) از کلمه (جواردیه) استفاده کرده است.

## جاذبه‌های گردشگری

### طبیعت
معروف‌ترین کوه‌های آن عبارت‌اند از سرخ تله (بخش شرقی قله سماموس یا سماموس کوچک) واژکٰ  (وژک یا وجک هم بیان می شود)، سه براره رژه (رجه)، سیاکند. مرتفع‌ترین این قله‌ها، قله سرخ تله است. لپاسر با چشمه‌های معروف و درمانی آن و سماموس و مقبره شاه یحیی کیایی بر چکاد قله سماموس که دارای یخچال‌های دایمی است از جاهای دیدنی و جذاب آن است.
جویبارهای بالادست این روستا با آبشارهای زیبا، پارک جنگلی وسیعی در میان دره که در کنار رود صفارود جای دارد و رودخانه‌ای با آب معدنی گازدار از جاذبه‌های گردشگری این منطقه به‌شمار می‌رود.

### میراث فرهنگی
آثار تاریخی چون مسجد آدینه که گویا در گذشته‌های دور معبد و آتشکده‌ای زرتشتی بوده‌است و نیز گورهای گبری که در منطقه پراکنده‌است از آثار تاریخی آن به‌شمار می‌آید.
البته برخی معبد را مربوط به دوره میتراپرستی می‌دانند به ویژه که زرتشتی‌ها هرگز مردگان خویش را دفن نمی‌کنند بلکه آنان را در جای بازمی‌گذارند تا توسط پرندگان خورده شوند. وجود دخمه‌ها و گورها خود بیانگر وجود دفن است که در آیین میتراپرستی وجود داشته‌است.
هر چند مسجد آدینه در سال‌های اخیر در اثر برخورد آذرخشی به درخت زبان گنجشک کنار آن طعمه حریق شد، ولی مسجد کنونی گویا تمدن گذشته نیز است. در گذشته مراسم گل‌کاری دختران دوشیزه و جشن‌های همراه آن دیدنی بود و از همه مناطق گیلان برای شرکت در این جشن گرد می‌آمده‌اند.
اولین تاریخ بنای مسجد آدینه به حدود ۷۰۰ سال و توسط شخصی به نام «شل شریف» برمی گردد که نامبرده از بزرگان جواهرده بوده‌است.
جواهرده دارای تقویم گالشی است. در این تقویم ماه‌های سال به ترتیب عبارت‌اند از: «اول ماه»، «مردال ماه»، «ده ماه»، «ورفه ماه»، «اسفندار ماه»، «نوروز ماه»، «کرچه ماه»، «ارکه ماه»، «تیرماه»، «سیه ماه»، «شرر ماه» و «امیرماه».

## چشمه ها
- چشمه شُغون آب بن که در کوه های شمال غربی جواهرده و در مسیر کوکنه گردن، پاکام سر، جواهردشت قرار دارد. (36.858441,50.460609)
- چشمه برتل که در کوه های جنوب غربی قرار دارد و در امتداد مسیر آبشار بزرگ در مسیر سماموس قرار دارد. (36.847701,50.441727)
- سلیمان چشمه که در جنوب روستا قرار دارد. (36.850692,50.465409)
- کوکین چشمه در شرق روستا قرار دارد. (36.850778,50.469317)
- چشمه آب علی، چشمه پر آبی که در شمال شرقی روستا قرار دارد.(36.857408,50.475265)
- هفت چشمه، در مسیر دارالوداع به نمد وشه
- جلالی چشمه
- نقی چشمه
- بریش چشمه
- بریک چشمه

(جهت یابی با فرض میدان جواهرده بعنوان مرکز لحاظ گردیده است)

## دامداری

### گوسفند سراها
از سره گاه های گوسفندی می توان به میررضایی سره، مرگ لوپو سره، تآل سره، من سره، شورک سره، کیاکن سره، سه بن و پوکل سره نام برد.

### گاو سراها
لی سره، کمربن ُ سره و چوکاسان سره از گاو سره ها می باشد

## نام مناطق
نمد وشه، زلزلان دشت، ورگ چال سو، کوکینه گردن، پاکام سر، دیگه سر، سیریسی،

## نگارخانه

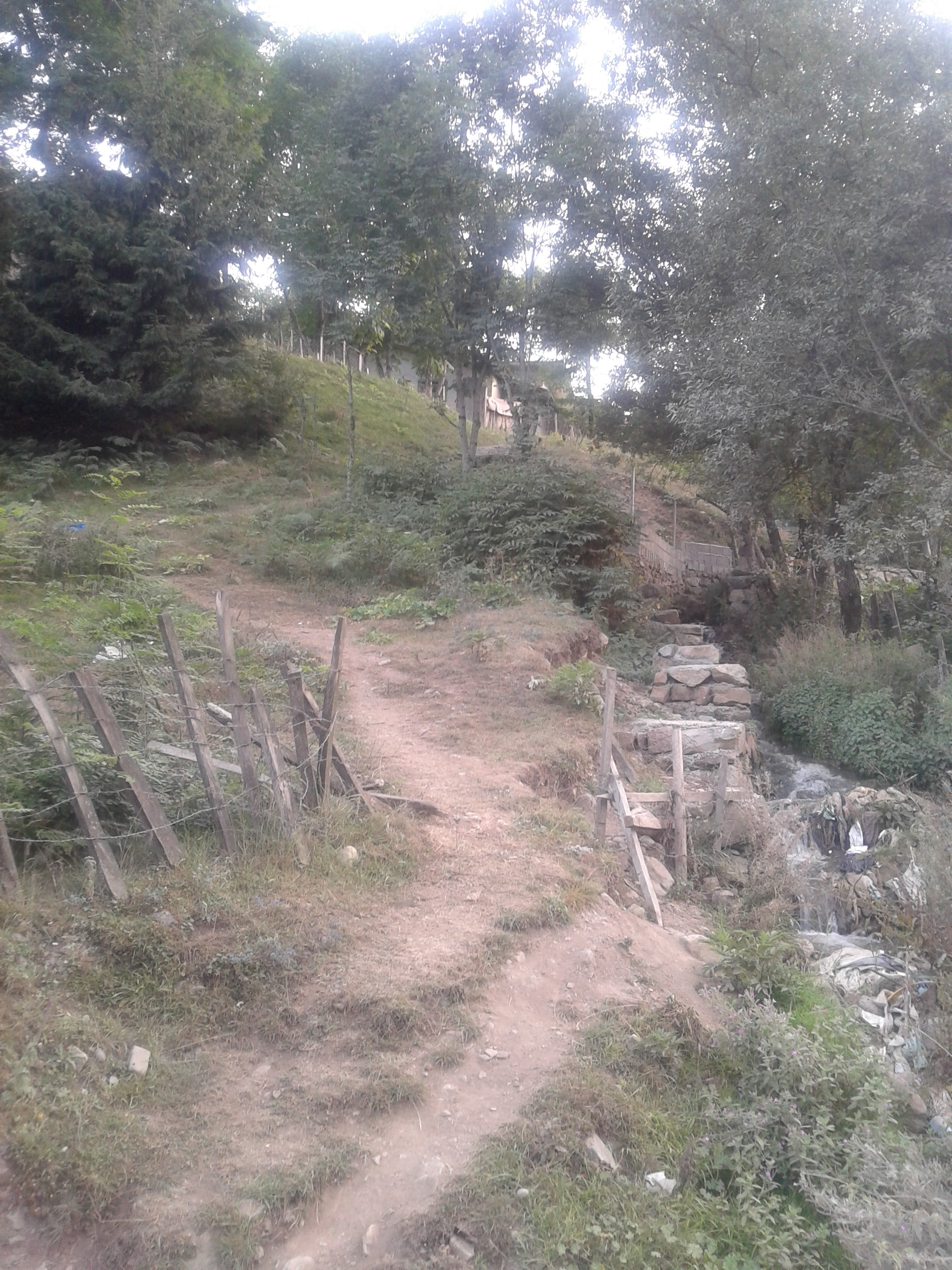
طبیعت جواهرده
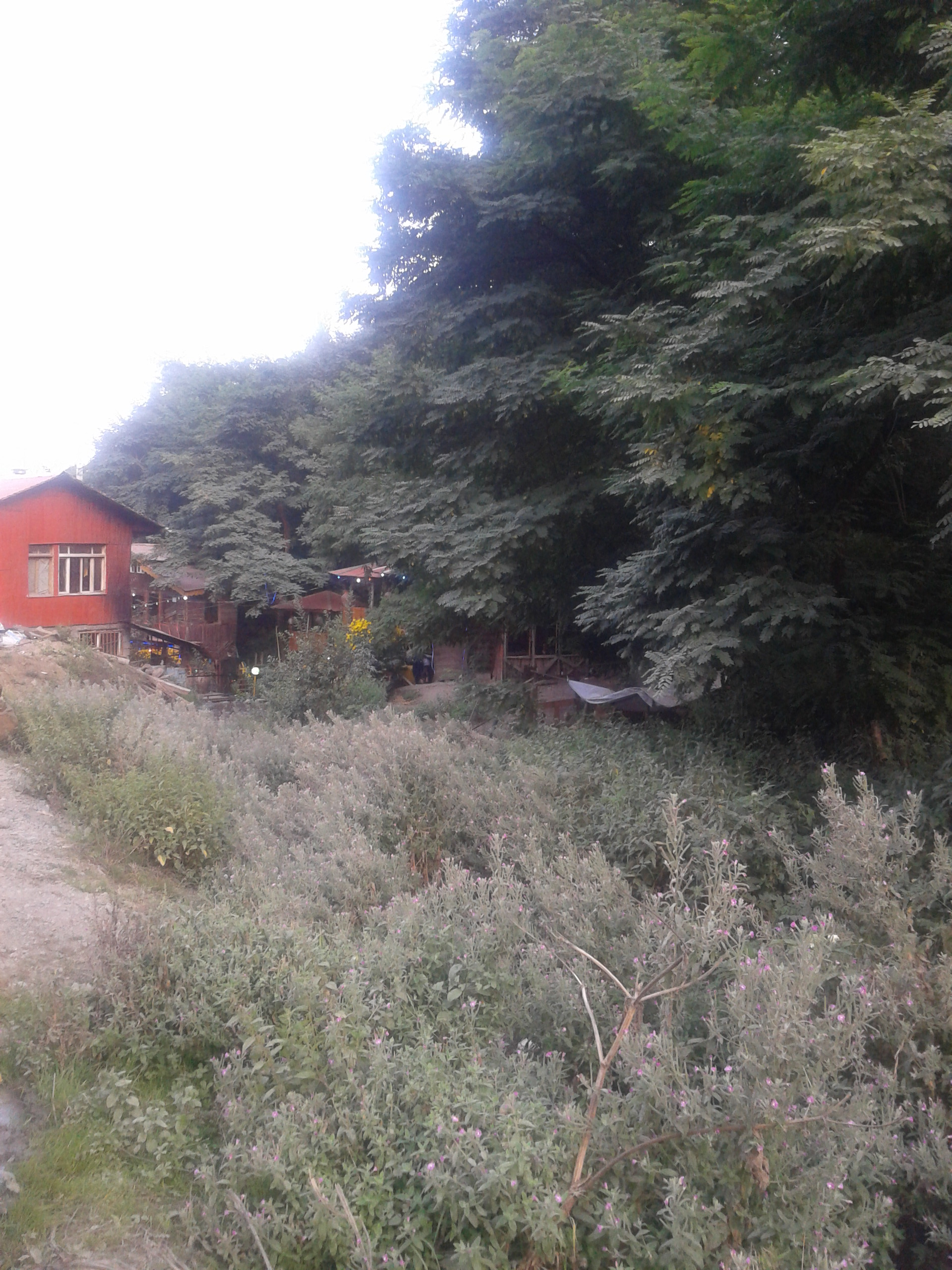
طبیعت جواهرده
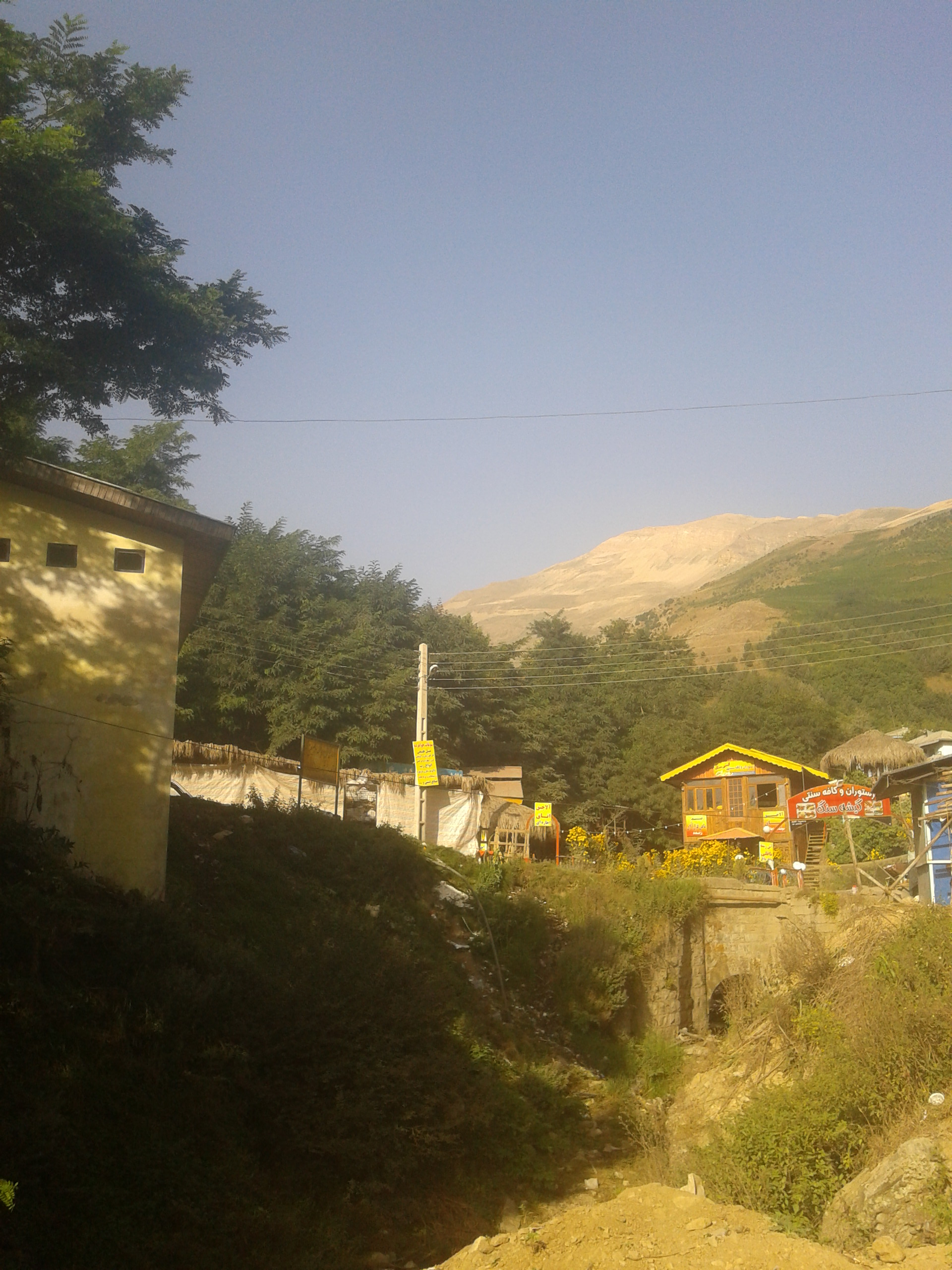
طبیعت در جواهرده
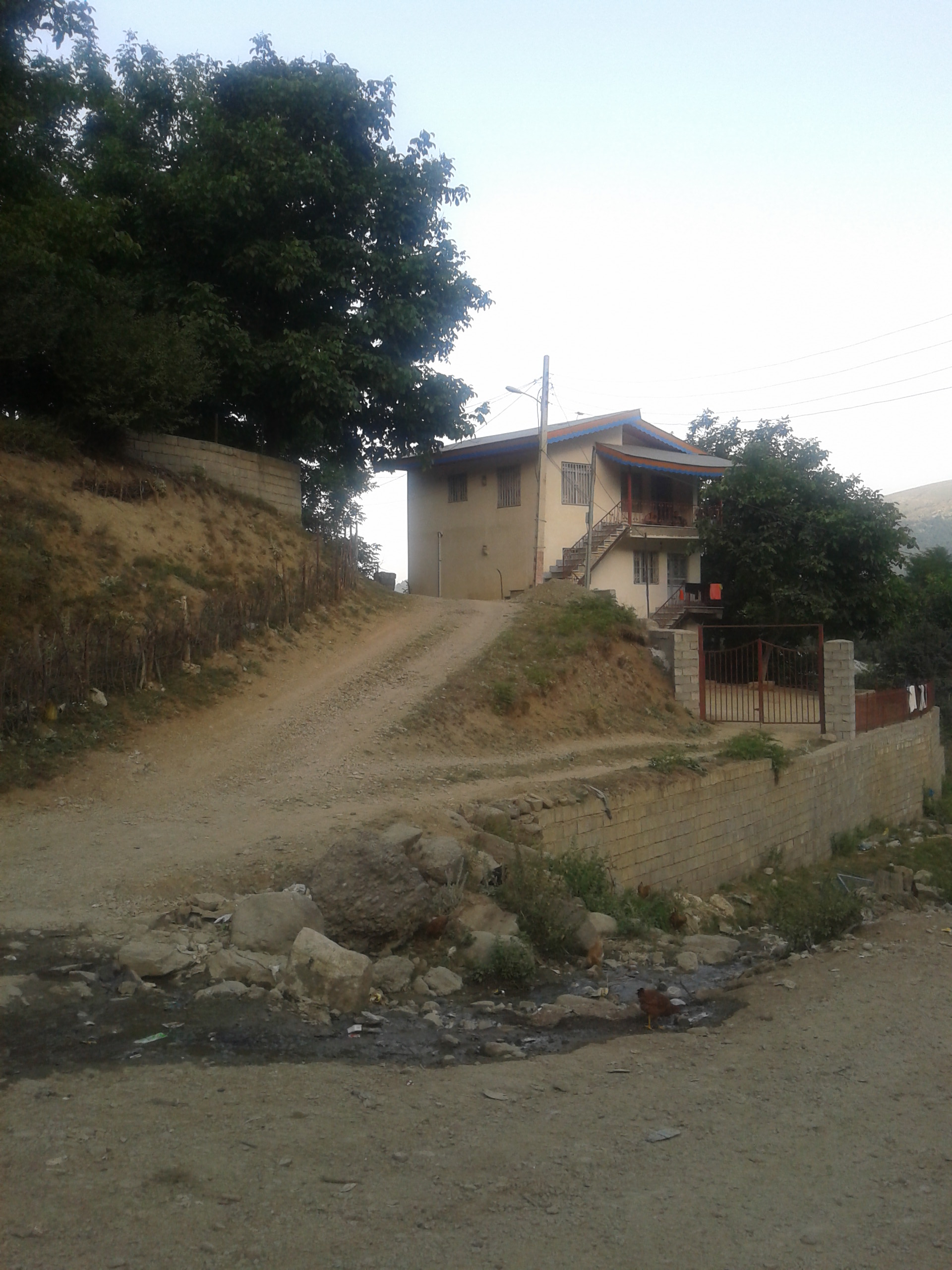
خانه در جواهرده
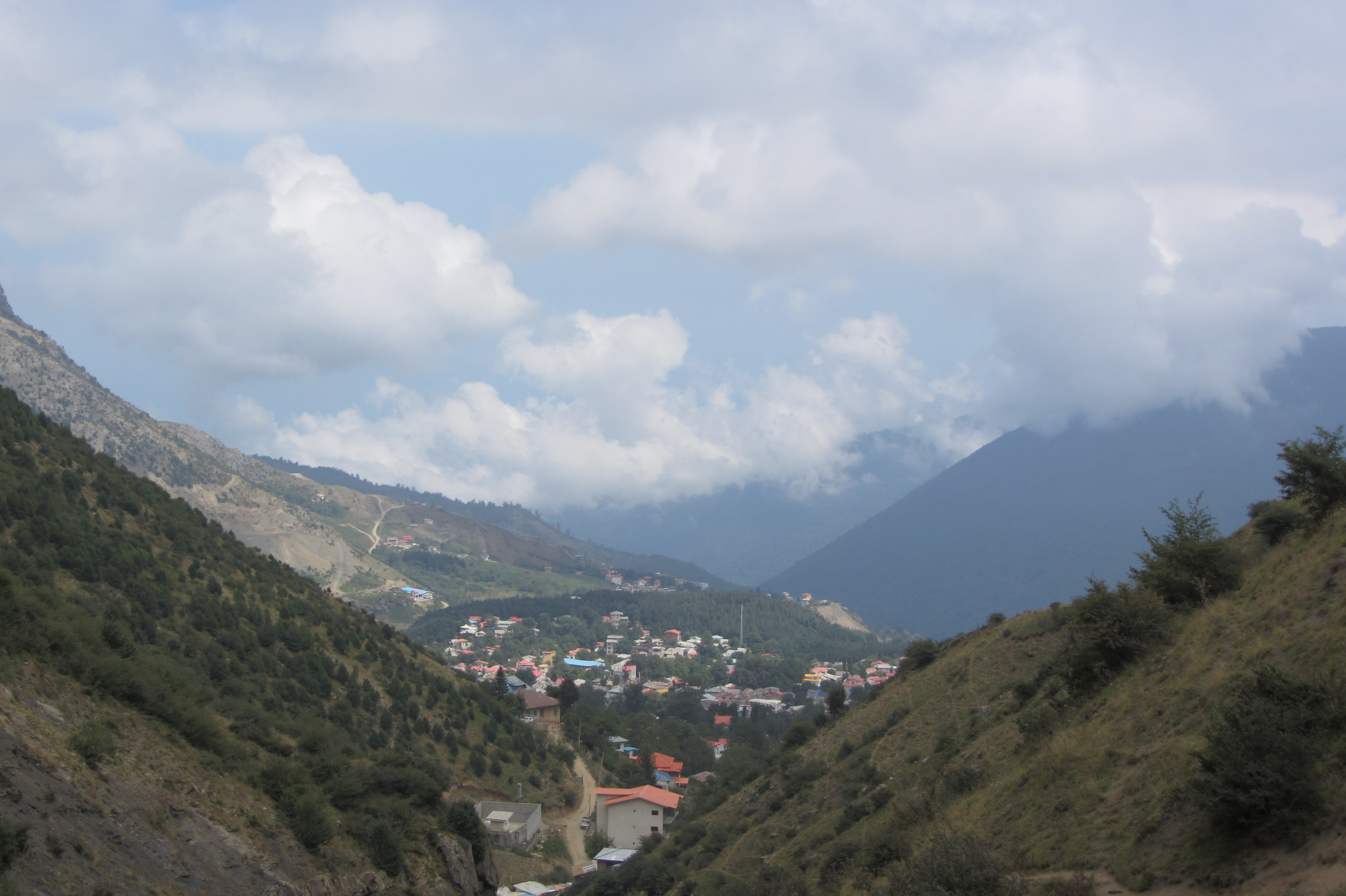
بر بام جواهرده